# 富田広士
富田 広士（とみた ひろし、1950年 - ）は、日本の政治学者。慶應義塾大学法学部名誉教授。専門は、中東政治経済論。

## 来歴・人物
1966年千代田区立麹町中学校、1969年都立日比谷高校、1974年に慶應義塾大学法学部各卒業。1979年、同大学院法学研究科博士課程単位取得退学。
父は警察庁要職を経て宮内庁長官を務めた富田朝彦。祖父は北海道銀行初代頭取の島本融。

## 著書

### 共編著
- （小田英郎）『中東・アフリカ現代政治――民主化・宗教・軍部・政党』（勁草書房, 1993年）ISBN 4326300825、ISBN 978-4326300822
- （横手慎二）『地域研究と現代の国家』（慶應義塾大学出版会, 1998年）ISBN 4766407148、ISBN 978-4766407143
- （小林良彰・粕谷祐子）『市民社会の比較政治学』（慶應義塾大学出版会, 2007年）ISBN 4766413636、

ISBN 978-4766413632

## 論文
- 「アメリカの対サウジアラビア政策 1941年-1945年」『法学研究』51巻9号（1978年）
- 「エジプト政府の貧困対策について」遠峰四郎教授退職記念論文集『法学研究』54巻3号（1981年）
- 「サダト政権の国内『自由化』政策 1974-1978年」『国際政治』73号（1983年）
- 「エジプト・サダト政権初期の国内政治 1970-73年」石川忠雄教授退職記念号『法学研究』60巻1号（1987年）
- 「エジプト・1952年革命における社会経済改革の位置」『法学研究』61巻5号（1988年）
- 「アラブ政権の正統性――ヨルダンとエジプト」『法学研究』62巻9号）1989年）
- 「1960年代エジプトにおける自由化の萌し」『法学研究』68巻10号（1995年）
- 「中東におけるデモクラシーの可能性――アラブ地域」『聖学院大学総合研究所紀要』6号（1995年）
- 「経済自由化萌芽期の対外環境――1960年代前半のエジプト」『法学研究』71巻1号（1998年）
- 「エジプト、ザカリア・モヒエッディーン内閣期の開発政策 1965年-1966年」山田辰雄教授退職記念号『法学研究』75巻1号（2002年）

## 随筆
- 「アラブの春」『三色旗』(通信教育補助教材）  慶應義塾大学出版会  No.709/P.1 (2007年4月)